# Xã Kingston, Quận DeKalb, Illinois
Xã Kingston (tiếng Anh: Kingston Township) là một xã thuộc quận DeKalb, tiểu bang Illinois, Hoa Kỳ. Năm 2010, dân số của xã này là 3.519 người.